# 里登巴赫河
52°04′37″N 7°51′38″E / 52.077046°N 7.8606672°E
里登巴赫河（德語：Riedenbach），是德國的河流，位於該國西部，處於北萊茵-威斯特法倫州，屬於埃爾廷米倫巴赫河的右支流，河道全長6公里，流域面積9.2平方公里。